# جل عجرم
جل عجرم هي إحدى القرى اللبنانية من قرى قضاء صيدا في محافظة الجنوب.